# Kolarstwo na Letnich Igrzyskach Olimpijskich 1900 – sprint mężczyzn
Sprint mężczyzn był jedną z trzech konkurencji kolarskich na Letnich Igrzyskach Olimpijskich 1900. Wyścigi zostały rozegrane 11 i 13 września na Vélodrome de Vincennes. Zawodnicy rywalizowali na trasie 2 km. 
Zawody składały się z 4 rund: eliminacji, ćwierćfinałów, półfinałów i finału. Eliminacje rozpoczęły się 11 września o godzinie 9:00. Zawodnicy rywalizowali w 9 wyścigach. Z każdego wyścigu trzech najlepszych awansowało do ćwierćfinałów. Ćwierćfinały rozpoczęły się tego samego dnia o godzinie 14:00. Składały się z 9 wyścigów, których zwycięzcy dostawali się do półfinałów. Półfinały składające się z 3 wyścigów odbyły się 13 września. Do finału awansowali zwycięzcy poszczególnych wyścigów. Finał rozegrany został po zakończeniu półfinałów.
W zawodach uczestniczyło 69 kolarzy z 7 krajów. 
Złoto w tej konkurencji zdobył Francuz Albert Taillandier, srebro Francuz Fernand Sanz, natomiast brąz Amerykanin John Henry Lake.

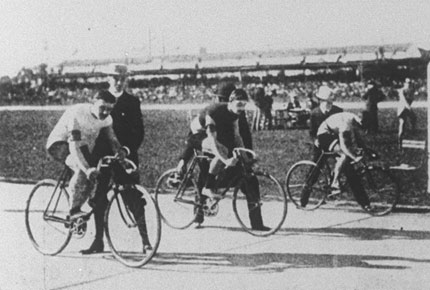
Zawodnicy na starcie wyścigu sprinterskiego

## Wyniki

### Eliminacje
| Poz.    | Zawodnik           | Kraj            | Wynik    | Uwagi |
| ------- | ------------------ | --------------- | -------- | ----- |
| 1.      | Lloyd Hildebrand   | Wielka Brytania | 1:34,2   | Q     |
| 2.      | Giacomo Stratta    | Włochy          | nieznany | Q     |
| 3.      | Ferdinand Vasserot | Francja         | nieznany | Q     |
| 4. - 8. | Émile Dubois       | Francja         | nieznany | [ 1 ] |
| 4. - 8. | Dubourdien         | Francja         | nieznany | [ 1 ] |
| 4. - 8. | L. Dumont          | Francja         | nieznany | [ 1 ] |
| 4. - 8. | František Hirsch   | Królestwo Czech | nieznany | [ 1 ] |
| 4. - 8. | Pouget             | Francja         | nieznany | [ 1 ] |

| Poz.    | Zawodnik        | Kraj    | Wynik    | Uwagi |
| ------- | --------------- | ------- | -------- | ----- |
| 1.      | Adolphe Cayron  | Francja | 1:34,2   | Q     |
| 2.      | Georges Coindre | Francja | nieznany | Q     |
| 3.      | Auguste Daumain | Francja | nieznany | Q     |
| 4. - 8. | Alfred Bouinois | Francja | nieznany | [ 1 ] |
| 4. - 8. | Romolo Buni     | Włochy  | nieznany | [ 1 ] |
| 4. - 8. | Saignier        | Francja | nieznany | [ 1 ] |
| 4. - 8. | Émile Vadblad   | Francja | nieznany | [ 1 ] |
| 4. - 8. | Giulio Vianzino | Włochy  | nieznany | [ 1 ] |

| Poz.    | Zawodnik         | Kraj                 | Wynik    | Uwagi |
| ------- | ---------------- | -------------------- | -------- | ----- |
| 1.      | Paul Gottron     | Cesarstwo Niemieckie | 1:32,4   | Q     |
| 2.      | Fernand Sanz     | Francja              | nieznany | Q     |
| 3.      | Paul Rosso       | Francja              | nieznany | Q     |
| 4. - 8. | Charles Amberger | Francja              | nieznany | [ 1 ] |
| 4. - 8. | L. Boyer         | Francja              | nieznany | [ 1 ] |
| 4. - 8. | Georges Neursuth | Francja              | nieznany | [ 1 ] |
| 4. - 8. | A. Roger         | Francja              | nieznany | [ 1 ] |
| 4. - 8. | Ruez             | Francja              | nieznany | [ 1 ] |

| Poz.    | Zawodnik        | Kraj    | Wynik    | Uwagi |
| ------- | --------------- | ------- | -------- | ----- |
| 1.      | Paul Legrain    | Francja | 1:30,4   | Q     |
| 2.      | Enrico Brusoni  | Włochy  | nieznany | Q     |
| 3.      | Théophile Fras  | Francja | nieznany | Q     |
| 4. - 8. | Omer Beaugendre | Francja | nieznany | [ 1 ] |
| 4. - 8. | Octave Coisy    | Francja | nieznany | [ 1 ] |
| 4. - 8. | Franzen         | Francja | nieznany | [ 1 ] |
| 4. - 8. | Pichard         | Francja | nieznany | [ 1 ] |
| 4. - 8. | L. Saunière     | Francja | nieznany | [ 1 ] |

| Poz.    | Zawodnik         | Kraj                 | Wynik    | Uwagi |
| ------- | ---------------- | -------------------- | -------- | ----- |
| 1.      | Léon Maisonnave  | Francja              | 1:35,8   | Q     |
| 2.      | Will Davis       | Francja              | nieznany | Q     |
| 3.      | Chaput           | Francja              | nieznany | Q     |
| 4. - 8. | Fernand Boulmant | Francja              | nieznany | [ 1 ] |
| 4. - 8. | Georg Drescher   | Cesarstwo Niemieckie | nieznany | [ 1 ] |
| 4. - 8. | Guillot          | Francja              | nieznany | [ 1 ] |
| 4. - 8. | Lohner           | Francja              | nieznany | [ 1 ] |
| 4. - 8. | Longchamp        | Francja              | nieznany | [ 1 ] |

| Poz.    | Zawodnik          | Kraj              | Wynik    | Uwagi |
| ------- | ----------------- | ----------------- | -------- | ----- |
| 1.      | John Henry Lake   | Stany Zjednoczone | 1:35,8   | Q     |
| 2.      | Paul Espeit       | Francja           | nieznany | Q     |
| 3.      | Gaston Bullier    | Francja           | nieznany | Q     |
| 4. - 8. | J. Bérard         | Francja           | nieznany | [ 1 ] |
| 4. - 8. | Maxime Bertrand   | Francja           | nieznany | [ 1 ] |
| 4. - 8. | Vladislav Chalupa | Francja           | nieznany | [ 1 ] |
| 4. - 8. | Jacques Droëtti   | Włochy            | nieznany | [ 1 ] |
| 4. - 8. | M. Steitz         | Francja           | nieznany | [ 1 ] |

| Poz.   | Zawodnik           | Kraj    | Wynik    | Uwagi |
| ------ | ------------------ | ------- | -------- | ----- |
| 1.     | Albert Taillandier | Francja | 1:36,8   | Q     |
| 2.     | Marcel Dohis       | Francja | nieznany | Q     |
| 3.     | Germain            | Francja | nieznany | Q     |
| 4.- 7. | Georges Augoyat    | Francja | nieznany | [ 1 ] |
| 4.- 7. | G. Bessing         | Francja | nieznany | [ 1 ] |
| 4.- 7. | Luigi Colombo      | Włochy  | nieznany | [ 1 ] |
| 4.- 7. | Maurice Monniot    | Francja | nieznany | [ 1 ] |

| Poz.    | Zawodnik        | Kraj                 | Wynik    | Uwagi |
| ------- | --------------- | -------------------- | -------- | ----- |
| 1.      | Karl Duill      | Cesarstwo Niemieckie | 1:35,4   | Q     |
| 2.      | Léon Ponscarme  | Francja              | nieznany | Q     |
| 3.      | Thomann         | Francja              | nieznany | Q     |
| 4. -. 6 | Maibaum         | Francja              | nieznany | [ 1 ] |
| 4. -. 6 | Pilton          | Francja              | nieznany | [ 1 ] |
| 4. -. 6 | Maurice Terrier | Francja              | nieznany | [ 1 ] |
| –       | A. Porcher      | Francja              | DSQ      |       |

| Poz.    | Zawodnik         | Kraj    | Wynik    | Uwagi |
| ------- | ---------------- | ------- | -------- | ----- |
| 1.      | Antonio Restelli | Włochy  | 1:37,6   | Q     |
| 2.      | Vincent          | Belgia  | nieznany | Q     |
| 3.      | Joseph Mallet    | Francja | nieznany | Q     |
| 4. - 5. | Caillet          | Francja | nieznany | [ 1 ] |
| 4. - 5. | Mossmann         | Francja | nieznany | [ 1 ] |
| –       | P. Hubault       | Francja | DNF      |       |
| –       | Edouard Wick     | Francja | DNF      |       |

### Ćwierćfinały
| Poz. | Zawodnik        | Kraj              | Wynik    | Uwagi |
| ---- | --------------- | ----------------- | -------- | ----- |
| 1.   | John Henry Lake | Stany Zjednoczone | 2:02,0   | Q     |
| 2.   | Giacomo Stratta | Włochy            | nieznany |       |
| 3.   | Chaput          | Francja           | nieznany |       |

| Poz. | Zawodnik       | Kraj    | Wynik    | Uwagi |
| ---- | -------------- | ------- | -------- | ----- |
| 1.   | Fernand Sanz   | Francja | 2:00,0   | Q     |
| 2.   | Gaston Bullier | Francja | nieznany |       |
| 3.   | Paul Rosso     | Francja | nieznany |       |

| Poz. | Zawodnik        | Kraj                 | Wynik    | Uwagi |
| ---- | --------------- | -------------------- | -------- | ----- |
| 1.   | Georges Coindre | Francja              | 1:50,0   | Q     |
| 2.   | Karl Duill      | Cesarstwo Niemieckie | nieznany |       |
| 3.   | Germain         | Francja              | nieznany |       |

| Poz. | Zawodnik         | Kraj            | Wynik    | Uwagi |
| ---- | ---------------- | --------------- | -------- | ----- |
| 1.   | Antonio Restelli | Włochy          | 1:52,4   | Q     |
| 2.   | Lloyd Hildebrand | Wielka Brytania | nieznany |       |
| 3.   | Auguste Daumain  | Francja         | nieznany |       |

| Poz. | Zawodnik           | Kraj    | Wynik    | Uwagi |
| ---- | ------------------ | ------- | -------- | ----- |
| 1.   | Albert Taillandier | Francja | 2:00,6   | Q     |
| 2.   | Vincent            | Belgia  | nieznany |       |
| 3.   | Thomann            | Francja | nieznany |       |

| Poz. | Zawodnik       | Kraj    | Wynik    | Uwagi |
| ---- | -------------- | ------- | -------- | ----- |
| 1.   | Joseph Mallet  | Francja | 2:45,0   | Q     |
| 2.   | Enrico Brusoni | Włochy  | nieznany |       |
| 3.   | Théophile Fras | Francja | nieznany |       |

| Poz. | Zawodnik         | Kraj    | Wynik    | Uwagi |
| ---- | ---------------- | ------- | -------- | ----- |
| 1.   | Léon Maissonnave | Francja | 1:49,2   | Q     |
| 2.   | Léon Ponscarme   | Francja | nieznany |       |
| 3.   | Paul Espeit      | Francja | nieznany |       |

| Poz. | Zawodnik           | Kraj    | Wynik    | Uwagi |
| ---- | ------------------ | ------- | -------- | ----- |
| 1.   | Ferdinand Vasserot | Francja | 2:21,6   | Q     |
| 2.   | Marcel Dohis       | Francja | nieznany |       |
| 3.   | Will Davis         | Francja | nieznany |       |

| Poz. | Zawodnik       | Kraj                 | Wynik    | Uwagi |
| ---- | -------------- | -------------------- | -------- | ----- |
| 1.   | Paul Legrain   | Francja              | 2:57,4   | Q     |
| 2.   | Paul Gottron   | Cesarstwo Niemieckie | nieznany |       |
| 3.   | Adolphe Cayron | Francja              | nieznany |       |

### Półfinały
| Poz. | Zawodnik           | Kraj              | Wynik    | Uwagi |
| ---- | ------------------ | ----------------- | -------- | ----- |
| 1.   | John Henry Lake    | Stany Zjednoczone | 2:09,6   | Q     |
| 2.   | Ferdinand Vasserot | Francja           | nieznany |       |
| 3.   | Léon Maissonnave   | Francja           | nieznany |       |

| Poz. | Zawodnik         | Kraj    | Wynik    | Uwagi |
| ---- | ---------------- | ------- | -------- | ----- |
| 1.   | Fernand Sanz     | Francja | 2:46,6   | Q     |
| 2.   | Antonio Restelli | Włochy  | nieznany |       |
| 3.   | Georges Coindre  | Francja | nieznany |       |

| Poz. | Zawodnik           | Kraj    | Wynik    | Uwagi |
| ---- | ------------------ | ------- | -------- | ----- |
| 1.   | Albert Taillandier | Francja | 2:42,6   | Q     |
| 2.   | Paul Legrain       | Francja | nieznany |       |
| 3.   | Joseph Mallet      | Francja | nieznany |       |

### Finał
| Poz.   | Zawodnik           | Kraj              | Wynik    | Uwagi |
| ------ | ------------------ | ----------------- | -------- | ----- |
| złoto  | Albert Taillandier | Francja           | 2:52,0   |       |
| srebro | Fernand Sanz       | Francja           | nieznany |       |
| brąz   | John Henry Lake    | Stany Zjednoczone | nieznany |       |